# Arizona (film 1940)
Arizona è un film del 1940 diretto da Wesley Ruggles.